# Macrophyllodromia ecuadorana
Macrophyllodromia ecuadorana är en kackerlacksart som beskrevs av Rocha e Silva 1962. Macrophyllodromia ecuadorana ingår i släktet Macrophyllodromia och familjen småkackerlackor. Inga underarter finns listade i Catalogue of Life.